# Heliconius metharmina
Heliconius metharmina är en fjärilsart som beskrevs av Otto Staudinger 1896. Heliconius metharmina ingår i släktet Heliconius och familjen praktfjärilar. Inga underarter finns listade i Catalogue of Life.